# Anastasija Ivanovna Abramova
Anastasija Ivanovna Abramova (rusky Анастасия Ивановна Абрамова; 30. června 1902 Moskva – 26. června 1985 Moskva) byla ruská baletka.

## Život
V roce 1917 absolvovala Moskevskou školu choreografie, kde jejími učitely byli Tichomirov, Gorskij, Gercer a Vazem. V letech 1918 až 1948 vystupovala ve Velkém divadle. Vrchol její popularity přišel ve 20. letech, kdy byla jednou z předních sólistek Velkého divadla. První hlavní role byla Líza v La Fille mal gardée v roce 1922. Spolupracovala s baletním mistrem Kasjanem Golejzovským. V roce 1948 ukončila taneční kariéru.

## Role
- Máša, Louskáček
- Aurora, Spící krasavice
- Car-dívka, Il cavallino gobbo
- Tao Choa, Rudý mák